# دشنه

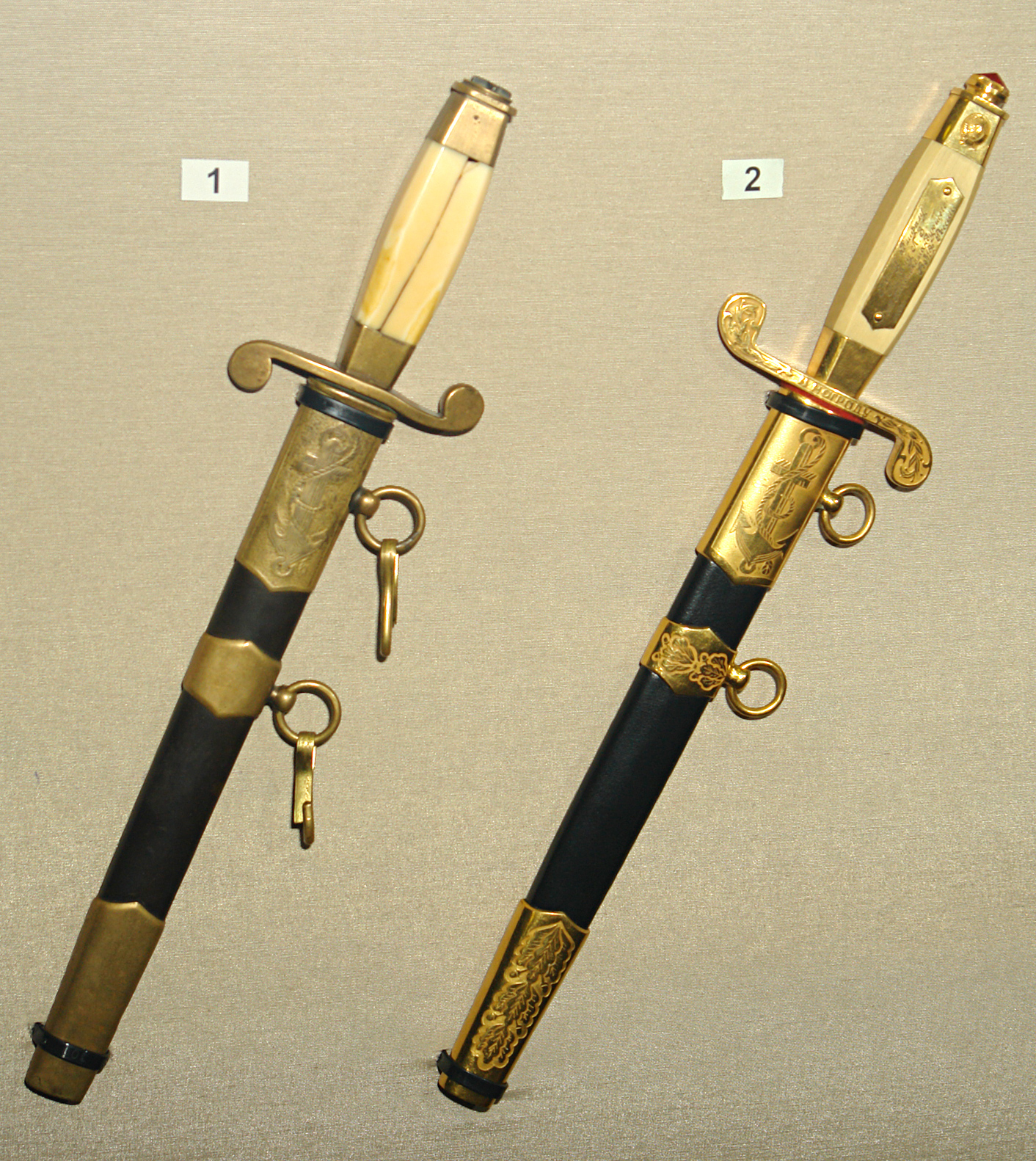
دشنه فرماندهی افسران نیروی دریایی شوروی در دوران جنگ جهانی دوم. ۱: مدل دشنهٔ افسر نیروی دریایی شوروی ۱۹۴۰. ۲: مدل افتخار افسر نیروی دریایی شوروی ۱۹۴۵

دشنه (به انگلیسی: Dirk) یک خنجر تیغه‌بلند رانشی است. از نظر تاریخی، این یک سلاح شخصی افسرانی بود که در دوران جنگ تن به تن نیروی دریایی و همچنین اسلحه شخصی عصر دریانوردی شرکت داشتند. همچنین توسط افسران، شیپورزنان و طبل‌زنان هنگ‌های Highland اسکاتلند در حدود سال ۱۸۰۰ و توسط افسران نیروی دریایی ژاپن استفاده شد.

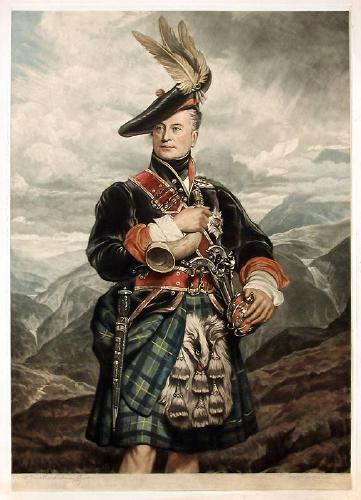
نگاره جورج گوردون، پنجمین دوک گوردون (١٧٧٠ – ۱۸۳۶) در لباس کوهستانی.